# Tấn phi
Tấn phi Phú Sát thị (chữ Hán: 晉妃富察氏, ? - 19 tháng 1 năm 1823), là một phi tần của Thanh Cao Tông Càn Long Đế.

## Cuộc đời
Tấn phi Phú Sát thị xuất thân từ Sa Tế Phú Sát thị thuộc Mãn Châu Tương Hoàng kỳ. Tằng tổ phụ Đại học sĩ Mã Tề (馬齊), là bá phụ của Hiếu Hiền Thuần Hoàng hậu. Tổ phụ Đức Khánh (傅廣), thân phụ Đức Khắc Tinh Ngạch (德克精額), khi ấy làm Chủ sự.
Căn cứ theo các ký lục ban thưởng từ năm Càn Long thứ 53 (1788) đến năm thứ 60 (1795) đều không ghi chép bất kỳ thông tin gì về Phú Sát thị cả. Dựa vào việc xuất hiện mạch chứng tượng của "Tấn Quý nhân" vào ngày 9 tháng 7 (âm lịch) năm Gia Khánh thứ 3 (1798), cũng như hành trạng thăng quan tiến chức của Đức Khắc Tinh Ngạch cùng năm, có thể kết luận Phú Sát thị là dựa vào Bát Kỳ tuyển tú tổ chức năm Gia Khánh thứ 3 mà vào cung, bị chỉnh định làm Nội đình chủ vị, phục vụ cho Càn Long Thái Thượng hoàng. Tháng 2 cùng năm, Phú Sát thị với phân vị Tấn Quý nhân (晉貴人) mà vào cung, cha bà cũng được làm Chủ sự bổ khuyết của bộ Công.
Tấn Quý nhân Phú Sát thị trải qua suốt thời Gia Khánh, vẫn chỉ là Quý nhân. Đến khi Đạo Quang Đế đăng cơ, do hậu cung tần ngự chỉ còn duy nhất Phú Sát thị, do đó đặc ân ban chỉ: [Hoàng tổ Cao Tông Thuần Hoàng đế tần ngự, duy chỉ còn Tấn Quý nhân một người là còn sống. Nên kiến nghị tôn sùng vị hiệu, lấy thân cúi chào. Cẩn tôn Tấn phi].
Sách văn viết:
| “                              | 星樞表瑞。襄內治於璇宮。瑤翟凝庥。賁重申於寶命。芳猷是式。隆禮斯崇。皇祖晉貴人富察氏。淑慎內修。徽柔外著。含章有耀。贊元吉於黃裳。奉職惟虔。播芳型於彤管。既協長年之祝。益彰厚載之宏。爰率典常。特崇懿號。謹以冊寶尊為皇祖晉妃。於戲。蕙問流馨。令德肅昭於蘭掖。雲章錫慶。蕃禧懋介於椒闈。謹言 . Tinh xu biểu thụy. Tương nội trị vu toàn cung. Dao địch ngưng hưu. Bí trọng thân vu bảo mệnh. Phương du thị thức. Long lễ tư sùng. Hoàng tổ Tấn Quý nhân Phú Sát thị. Thục thận nội tu. Huy nhu ngoại trứ. Hàm chương hữu diệu. Tán nguyên cát vu hoàng thường. Phụng chức duy kiền. Bá phương hình vu đồng quản. Kí hiệp trường niên chi chúc. Ích chương hậu tái chi hoành. Viên suất điển thường. Đặc sùng ý hào. Cẩn dĩ sách bảo, tôn vi Hoàng tổ Tấn phi. Vu hí! Huệ vấn lưu hinh. Lệnh đức túc chiêu vu lan dịch. Vân chương tích khánh. Phồn hi mậu giới vu tiêu vi. Cẩn ngôn. | ” |
| — Sách văn Tấn phi Phú Sát thị | |   |

Năm Đạo Quang thứ 2 (1822), ngày 8 tháng 12 (âm lịch) (19 tháng 1 năm 1823), giờ Tỵ, Tấn phi Phú Sát thị hoăng, không rõ bao nhiêu tuổi. Năm thứ 3 (1823), ngày 26 tháng 4, Phú Sát thị được táng vào Phi viên tẩm của Dụ lăng, Thanh Đông lăng. Trong các phi tần của Càn Long Đế, bà là người mất cuối cùng, nhưng người thọ nhất là Uyển Quý phi Trần thị, thọ 90 tuổi. Bà cũng là vị phi tần cuối cùng được an táng vào Dụ lăng, do đó phần mộ của bà là vị trí cuối cùng, thuộc hàng cuối cùng của dãy thứ 5 trong Phi viên tẩm.

## Trong văn hóa đại chúng
Trong bộ phim Như Ý truyện, nhân vật Tấn phi Phú Sát Mẫn Tú đã được hợp nhất với nhân vật Khánh Cung Hoàng quý phi Lục thị tạo nên nhân vật Lục Mộc Bình.